# Андреев, Владимир Михайлович (легкоатлет)
Влади́мир Миха́йлович Андре́ев (род. 15 сентября 1956) — советский легкоатлет, специалист по прыжкам в высоту. Выступал на всесоюзном уровне в 1975—1987 годах, обладатель серебряной медали чемпионата Европы среди юниоров, серебряный призёр чемпионата СССР, победитель первенств всесоюзного и всероссийского значения. Представлял Куйбышев и спортивное общество «Труд». Мастер спорта СССР международного класса. Тренер по лёгкой атлетике.

## Биография
Владимир Андреев родился 15 сентября 1956 года. Занимался лёгкой атлетикой в Куйбышеве, выступал за РСФСР и добровольное спортивное общество «Труд».
Впервые заявил о себе на всесоюзном уровне в сезоне 1975 года, выиграв состязания по прыжкам в высоту на турнире в Харькове. Попав в состав советской сборной, выступил на юниорском европейском первенстве в Афинах, где в зачёте прыжков в высоту завоевал серебряную награду, уступив лишь поляку Яцеку Вшоле, будущему олимпийскому чемпиону.
В 1977 году в той же дисциплине стал серебряным призёром на зимнем чемпионате СССР в Минске, установив при этом свой личный рекорд в помещении — 2,24 метра. Летом с личным рекордом на открытом стадионе 2,24 победил на соревнованиях в Челябинске, получил серебро на летнем чемпионате СССР в Москве.
В 1979 году выиграл серебряную медаль на чемпионате страны в рамках VII летней Спартакиады народов СССР в Москве.
В 1980 году на зимнем чемпионате СССР в Москве занял четвёртое место в прыжках в высоту.
В январе 1982 года отметился победой на домашних соревнованиях в Куйбышеве, где повторил свой личный рекорд 2,24 метра.
В 1987 году стал серебряным призёром на соревнованиях в помещении в Волгограде, прыгнув на 2,23 метра.
За выдающиеся спортивные достижения удостоен почётного звания «Мастер спорта СССР международного класса».
Впоследствии в течение многих лет работал тренером по лёгкой атлетике в Самаре, подготовил ряд титулованных спортсменов. Тренер высшей квалификационной категории.